# Birkenstraße
Birkenstraße – stacja metra w Berlinie na linii U9, w dzielnicy Moabit, w okręgu administracyjnym Mitte. Stacja została otwarta w 1961 roku.